# Pelle le Conquérant
Pour plus de détails, voir Fiche technique et Distribution.
Pelle le Conquérant (Pelle Erobreren) est un film dano-suédois réalisé par Bille August, sorti en 1987. Il est adapté du roman du même nom de Martin Andersen Nexø, publié en 1910. Il a remporté la Palme d'or lors du Festival de Cannes 1988.

## Synopsis
Au XIXe siècle, un petit garçon, Pelle, et son vieux père, Lassefar, quittent la Suède pour le Danemark. Lassefar promet à son fils qu'ils y auront une vie meilleure. Mais dès qu'ils quittent le navire qui les conduit dans ce nouveau pays, ils sont confrontés au dur sort des immigrés, exploités comme main-d'œuvre bon marché et méprisés pour leur statut d'étrangers. Le vieil âge de Lassefar est même un inconvénient majeur dans la recherche d'un emploi. Contraints de travailler tous les deux comme vachers pour le compte d'un riche propriétaire, ils continuent donc d'avoir une vie de misère.

## Fiche technique
- Titre français : Pelle le Conquérant
- Titre original : Pelle Erobreren
- Titre anglais : Pelle the Conqueror
- Réalisation : Bille August
- Scénario : Bille August, Per Olov Enquist et Bjarne Reuter, d'après le roman homonyme de Martin Andersen Nexø
- Musique : Stefan Nilsson
- Photographie : Jörgen Persson
- Montage : Janus Billeskov Jansen
- Décors : Anna Asp
- Costumes : Kicki Ilander
- Production : Per Holst
- Sociétés de production : Per Holst Filmproduktion et Svensk Filmindustri
- Pays de production :  Danemark et  Suède
- Langues originales : danois, suédois, et secondairement finnois et scanien (en)
- Format : couleurs - 1,85:1 - 35 mm - Dolby stéréo
- Genre : drame
- Durée : 157 minutes
- Dates de sortie :
  - Danemark : 13 décembre 1987 (première à Copenhague) ; 26 décembre 1987 (sortie nationale)
  - Suède : 25 décembre 1987
  - France : mai 1988 (Festival de Cannes) ; 2 novembre 1988 (sortie nationale)
  - États-Unis : 30 septembre 1988 (Festival de New York) ; 21 décembre 1988 (sortie nationale)

## Distribution
- Pelle Hvenegaard : Pelle
- Max von Sydow (VF : Jacques Deschamps) : Lasse
- Erik Paaske (VF : Henry Djanik) : le chef
- Björn Granath (VF : Marc Alfos) : Erik
- Astrid Villaume : mademoiselle Kongstrup
- Axel Strøbye : Kongstrup
- Troels Asmussen : Rud
- Kristina Törnqvist : Anna
- Karen Wegener : madame Olsen
- Sofie Gråbøl : mademoiselle Sine, la nièce de Kongstrup
- Lars Simonsen : Niels Køller
- Buster Larsen (VF : Marc de Georgi) : Ole Køller
- John Wittig (VF : William Sabatier) : le maître d'école
- Troels Munk : le docteur
- Nis Bank-Mikkelsen : le prêtre
- Lena-Pia Bernhardsson : le semeur
- Anna Lise Hirsch Bjerrum : Karna
- Vilhelm Weber : un valet de ferme à Stengärden
- Merete Holst Hansen : une servante de Stengården
- Mogens Dester : un valet de ferme à Stengärden
- Tine Stochholm : une servante de Stengården
- Finn Knygberg : un valet de ferme à Stengärden
- Inge Marie From : une servante de Stengården
- Henrik Hansen : un valet de ferme à Stengärden
- Jytte Strandberg : une servante de Stengården
- Jørgen Hansen : un valet de ferme à Stengärden
- Nina Christoffersen : une servante de Stengården
- Finn Olsen : un valet de ferme à Stengärden
- Lone Svendsen : une servante de Stengården
- Thyge Andersen : un valet de ferme à Stengärden
- Birthe Jensen : une servante de Stengården
- Henning Franck Hansen : un condisciple
- Thomas Hansen : un condisciple
- Lars Petersen : un condisciple
- Karen Bjørkøe : un condisciple
- Espen Hegnet Knudsen : un condisciple
- Sascha Lystrup Andersen : un condisciple
- Jeppe Nicolaisen : un condisciple
- Rikke Hacke : un condisciple
- Oliver Grumme : un condisciple
- Henriette Nielsen : un condisciple
- Benjamin Holk Henriksen : Henrik Bodker - un condisciple
- Henriette Nolsøe : un condisciple
- Thure Lindhardt : Nilen - un condisciple
- Ingeborg Holten : un condisciple
- David Heilman : un condisciple
- Daniel Roosen : un condisciple
- Kurt Frederiksen : le pêcheur (non crédité)
- Morten Jørgensen (VF : Éric Legrand) : le commis (non crédité)

## Distinctions
Sauf indication contraire, les informations mentionnées dans cette section peuvent être confirmées par la base de données cinématographiques IMDb,  présente dans la section « Liens externes ».

### Récompenses
- Festival de Cannes 1988 : Palme d'or avec une « mention pour la contribution exceptionnelle de Max von Sydow »
- Bodil Awards 1988 : meilleur film, meilleur acteur (Max von Sydow), meilleur acteur dans un second rôle (Björn Granath) et meilleure actrice dans un second rôle (Karen Wegener)
- Oscars 1989 : Oscar du meilleur film étranger
- Golden Globes 1989 : Golden Globe du meilleur film en langue étrangère

### Nominations
- Césars 1989 : César du meilleur film de l'Europe communautaire
- Oscars 1989 : Oscar du meilleur acteur pour Max von Sydow

### Divers
- Inscrit sur la liste des Canons de la culture danoise